# El Bosque (Chiapas)
El Bosque é um município do estado de Chiapas, no México.